# 슬립낫
슬립낫(Slipknot - 가끔 SlipKnoT으로 적기도 함)은 1995년에 결성된 미국 아이오와주의 디모인 출신의 9인조 헤비 메탈 밴드이다. 현재 로드러너 레코드사와 계약되어 있다.
밴드는 지금까지 오즈페스트와 같은 메이저 투어를 돌았으며, 그들의 음반과 홈 비디오는 100만장 이상의 판매고를 기록한 바 있다. 그래미 시상식에서 네 장의 음반 중 세 장의 음반에 수록된 곡들로 '최고의 하드 록' 과 '최고의 헤비 메탈' 부분에 후보로 올랐으며, 2006년에 밴드는 Vol 3: The Subliminal Verses 음반에 수록된 곡인 "Before I forget"으로 '최고의 메탈 연주' 부문에서 그래미 상을 받았다.
슬립낫은 또한 그들의 기묘한 이미지로도 많이 알려져 있다: 구성원들은 낙하용 점프 수트로 갖춰진 옷들을입고, 각자의 성격들의 일면을 반영한듯한, 그들이 직접 제작한 마스크들을 착용한다. 구성원들은 새 음반이 나올 때마다 새로운 마스크를 만들고 착용했다. 초기에는 그들의 점프수트의 뒷쪽과 소매에 그들의 첫 번째 음반인 Mate.Feed.Kill.Repeat의 바코드와 같은 번호의 큰 UPC 바코드가 찍혀 나왔다. 구성원들은 불가사의한 이미지로 보이고자 하는 것과 그들의 비밀스런 개성을 유지하고자 하는 욕심에서 마스크를 벗고 사진 찍는 것을 거부했다. 심지어 인터뷰 끝의 사진이나 팬과 함께 찍을 때도 그들은 마스크를 착용한다. (아니면 적어도 그들의 얼굴을 잘보이지 않게 가린다.) 그들은 실명을 사용하지 않고, 0부터 8까지의 숫자로서 자신들을 나타낸다.
오늘날엔 거의 모든 구성원들이 주로 슬립낫 밖의 일에서는 마스크를 벗고 사진을 찍었다.
장르에 관한 많은 오해가 있다. 슬립낫을 처음 접하는 이들이 가장 많이 하는 잘못된 생각이다.
이들의 음악을 처음 접한 이들은 데스 메탈, 블랙 메탈, 그라인드코어라고 생각할 수 있지만 가사나 사운드면에서 엄청난 차이를 보인다.
- 보컬 코리 테일러와 기타리스트 제임스 루트는 그들의 밴드인 스톤 사워와 작업할 때 마스크를 쓰지않은 채로 나타났으며 킬스위치 인게이지의 DVD《(Set This) World Ablaze》 에도 코리 테일러가 마스크를 벗고나온다.
- 드러머 조이 조디슨은 그의 프로젝트 밴드인 머더돌스에서 마스크를 쓰지 않고 나온다.
- 퍼커션을 치는 숀 크레이언은 그의 밴드인 투 마이 서프라이즈에서 역시 마스크를 쓰지 않고 나온다.
- DJ 시드 윌슨도 'DJ 스타스크림'에서 공연할 때 마스크를 쓰지않았다.
- 기타리스트 믹 톰슨이 토탈 기타(Total Guitar) 잡지에서 마스크를 벗고 사진을 찍었다.
- 베이시스트 폴 그레이의 머그샷 사진이 더 스모킹 건(The Smoking Gun)이라는 웹사이트에 누출됐다.
- 또한 폴 그레이와 조이 조디슨은 로드러너 유나이티드에서 여러장의 사진을 찍을 때도 마스크를 쓰지 않고 나왔다.

슬립낫의 곡 "Before I forget" 의 뮤직 비디오도 그들은 마스크를 쓰지 않고 찍었으나, 구성원의 얼굴은 중간에 잠깐 힐끗 보이기만 하고 (주로 입과 눈만) 카메라도 그들의 손과 장비들에 초점을 맞췄다.

## 역사
슬립낫의 첫 번째 곡들은 그들이 무명일 시기인 1990년, 밴드의 창단 구성원인 앤더스 콜세피니의 지하실에서 작곡되었다. 많은 곡들이 그들의 음반Mate.Feed.Kill.Repeat 제작에 들어갔으며 몇 곡은 그 후의 음반들에 추가되었다.
슬립낫의 창단 구성원 중 한 명인 숀 크레이언은 밴드에 드럼 3명을 넣는 아이디어를 언급했다. 첫 번째 이유는 그룹을 단결시키기 위해, 그리고 두 번째는 좀 더 웅장한 사운드를 내기 위해서였다. 지금의 드러머인 조이 조디슨이 들어오기 전에, 크레이언은 슬립낫의 드러머를 담당했다.
1995년, 안정된 구성원을 갖추고 1996년 할로윈에 Mate.Feed.Kill.Repeat라는 이름의 데모 테이프를 내보냈다. 데모 테이프는 호평을 받았고. 그들은 디모인 지방의 밴드 경쟁에서도 나중에 보컬이 되는 코리 테일러의 그룹인 스톤 사워를 꺾고 이겼다. 당시 적은 수의 메이저 레코드 레이블들이 밴드에 관심을 갖기 시작했고, 그 당시 밴드 구성원 수는 5명이었다.
로드러너 레코드는 처음엔 그들과 계약을 맺길 원치 않았다. 작곡엔 조금의 작업이 필요하다고 의식했다. 로드런너의 중서부 마케팅 대표인 존 큘리어크는 그들을 내키지 않아하는 레이블과 계약시키기 위해 쉬지 않고 일했다. 그 동안, 슬립낫은 앤더스에게 퍼커션을 맡게했고 새로운 보컬을 찾아다녔다. 그리고 그들은 코리 테일러를 리드 보컬으로 고용했다.
로드러너 레코드는 이후 밴드와 계약을 맺었고 1999년 6월, 로스 로빈슨이 프로듀스를 맡아 그들의 데뷔 음반이자 밴드와 동명의 음반인 Slipknot을 발매했다. 음반은 음악 방송을 그다지 많이 타지 않았음에도 불구하고 입소문을 타고 번져 매우 많이 팔려나갔다. 실제로, 이 음반은 로드러너 레코드의 첫 번째 "플래티넘" 등급 음반에 이름을 남겼다. (미국에서만 100만 장이 팔려나갔다.). 음반에 대해서, 한 논평가는 이렇게 썼다. "당신은 림프 비즈킷의 사운드가 무겁다고 생각하는가? 그들은 오스몬즈이다. 슬립낫은 완전히 다른 어떤 것이다" 또한 1999년 오즈페스트에서의 공연은 그들의 팬층을 더욱 증가시켰다.
2001년에 잇따라 나온 음반 Iowa는 팬들의 많은 기대를 받았으며 빌보드 잡지의 음반 차트 3위에 오르고 UK 음반 차트에는 1위에 올랐다. 그들은 판매를 촉진하기 위해 또 한 번 투어를 가졌고 2002년에 리메이크된 장 르노 주연의 영화인 롤러볼에서도 콘서트 장면에 Iowa음반의 "I am hated"라는 곡을 연주하는 모습으로 출연했다.
2010년 5월 24일, 슬립낫의 베이시스트 #2 폴 그레이가 아이오와주에 위치한 호텔에서 원인 모를 돌연사하였다. 이후 현지 경찰은 폴 그레이의 사망 원인은 약물 과다 복용이라고 발표하였다.

## 구성원

### 현재 구성원
- #0 - 시드 윌슨(Sid wilson) - 턴 테이블 (1998년-현재), 키보드(2008년-현재)
- #4 - 제임스 루트(James Root) - 리드/리듬 기타 (1999년-현재)
- #5 - 크레이그 "133" 존스(Craig "133" Jones) - 샘플링, 프로그래밍 (1996년-현재), 키보드 (2004년-현재), 리드/리듬 기타 (1996년)
- #6 - 숀 "클라운" 크레이언(Shawn "Clown" Crahan) - 퍼커션, 백 보컬 (1995년-현재), 샘플링, 프로그래밍 (1996년)
- #7 - 믹 톰슨(Mick Thompson) - 리드/리듬 기타 (1996년-현재)
- #8 - 코리 테일러(Corey Taylor) - 리드 보컬 (1997년-현재)
- 알레산드로 벤투렐라 - 베이스 기타 (2014년-현재)
- 제이 웨인버그 - 드럼 (2014년-현재)

### 라이브 공연 멤버
- "NG"/"Tortilla Face" - 퍼커션, 백 보컬 (2019년-현재)

### 전 구성원
- 故 #2 폴 그레이(Paul Gray) - 베이스 기타, 백 보컬 (1995년-2010년)
- #1 조이 조디슨(Joey Jordison), #1 - 드럼 (1995년-2013년)
- 앤더스 콜세피니(Anders Colsefini) - 리드 보컬, 퍼커션 (1995년-1997년), 샘플링, 프로그래밍 (1996년); 퍼커션, 백 보컬 (1997년)
- #3 그렉 웰츠(Greg Welts) - 퍼커션, 백 보컬 (1997년-1998년)
- #4 조쉬 브레이너드(Josh Brainard) - 리드 기타, 백 보컬 (1995년-1999년), 퍼커션 (1996년)
- #3 브랜던 다너(Brandon Darner) - 퍼커션, 백 보컬 (1998년)
- #3 크리스 펜(Chris Fehn) - 퍼커션, 백 보컬 (1998년-2019년)
- 도니 스틸(Donnie Steele) - 리듬 기타 (1995년-1996년); 베이스 기타 (2011년-2014년)

## 음반

### 정규 음반
- 1997년 7월 13일 Mate.Feed.Kill.Repeat - 자체 녹음
- 1999년 6월 29일 Slipknot - 로드러너 레코드
- 2001년 8월 28일 Iowa - 로드러너 레코드
- 2004년 5월 25일 Vol. 3: (The Subliminal Verses) - 로드러너 레코드
- 2008년 8월 20일 All Hope Is Gone - 로드러너 레코드
- 2014년 10월 27일 .5: The Gray Chapter - 로드러너 레코드
- 2019년 8월 9일 We Are Not Your Kind - 로드러너 레코드
- 2022년 9월 30일 The End, So Far

### 싱글
- 2000년 "Wait and Bleed"- Slipknot
- 2000년 "Spit It Out" - Slipknot
- 2001년 "Left Behind" - Iowa
- 2002년 "My Plague (New Abuse Mix)"- Resident Evil (Soundtrack)
- 2004년 "Duality" - Vol. 3: (The Subliminal Verses)
- 2004년 "Vermilion"- Vol. 3: (The Subliminal Verses), Resident Evil (Soundtrack)
- 2005년 "Before I Forget" - 9.0: Live, Vol. 3: (The Subliminal Verses)
- 2005년 "The Nameless" - 9.0: Live, Vol. 3: (The Subliminal Verses)